# Bjesovi
 Ovo je glavno značenje pojma Bjesovi. Za Camusovu adaptaciju ovog djela pogledajte Bjesovi (Camus).
Bjesovi (ruski: Бесы) je knjiga ruskog pisca Fjodora Dostojevskog. Knjiga je prvi put izdana 1872. godine.